# Rừng Sonian

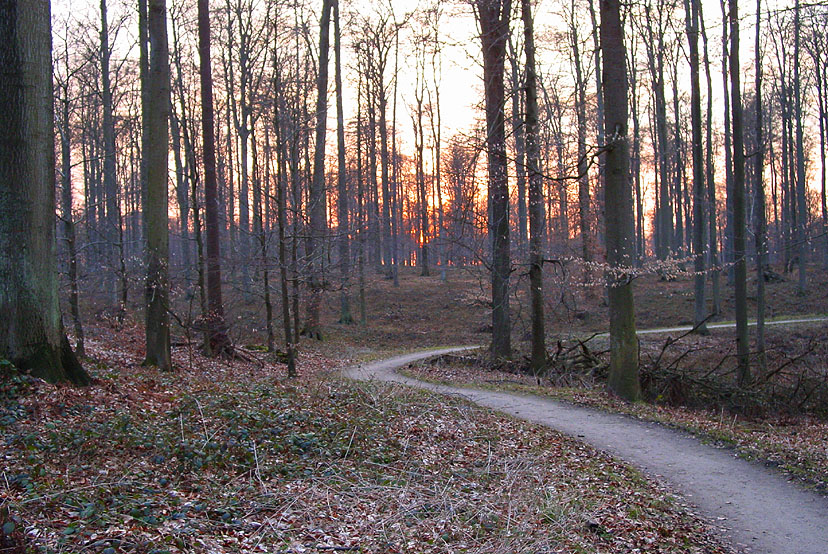
Ánh mặt trời vào mùa đông ở Sonian.

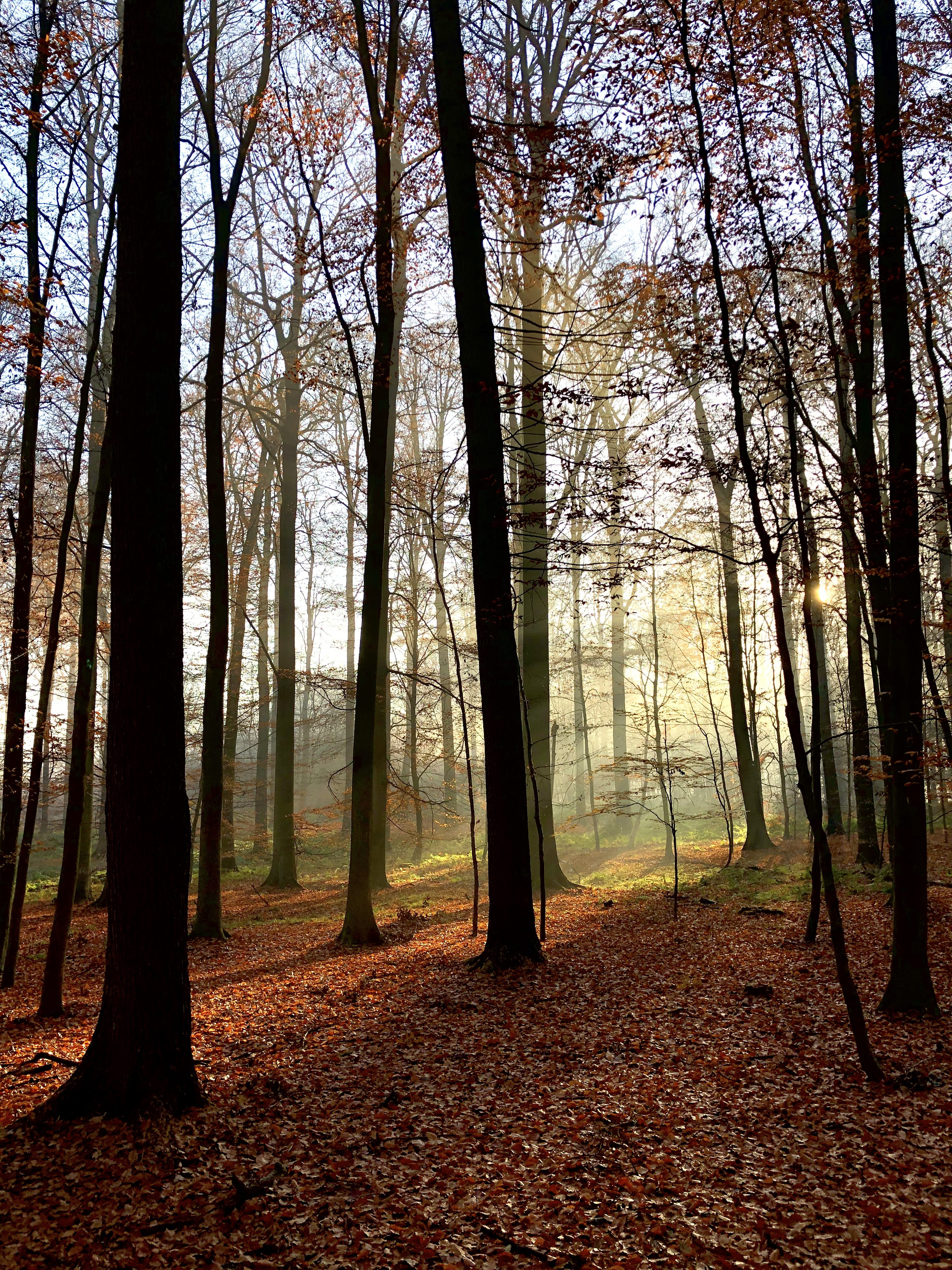

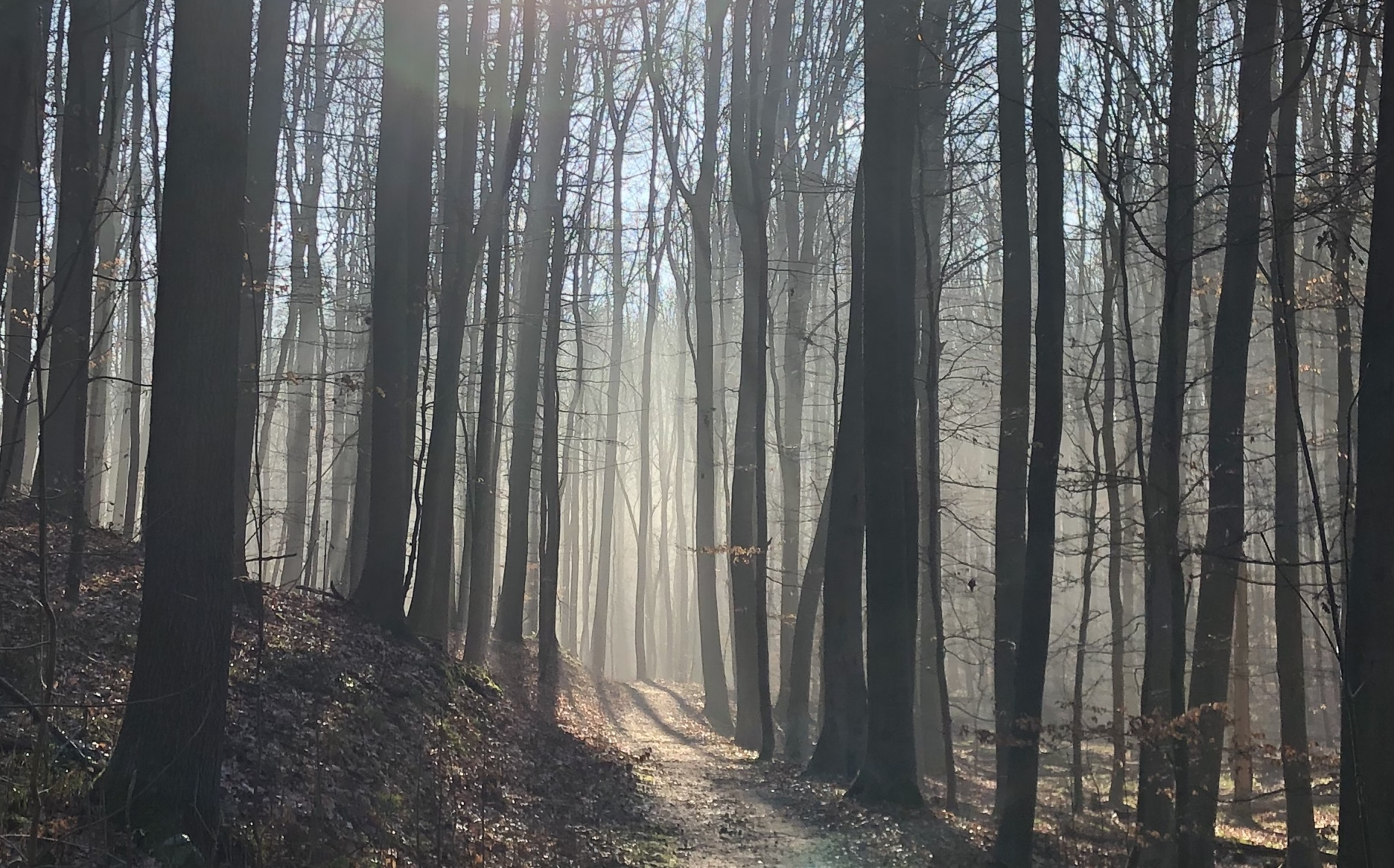
Tia nắng le lói vào mùa đông ở Sonian.

Rừng Sonian  (tiếng Hà Lan: Zoniënwoud, tiếng Pháp: Forêt de Soignes) hay rừng Soignies là một khu rừng phân mảnh có diện tích 4.383 hecta nằm ở rìa phí đông nam của thủ đô Bruxelles, Bỉ.
Khu rừng về mặt hành chính nằm tại các đô thị là Hoeilaart, Sint-Genesius-Rode, Overijse, Tervuren thuộc Flanders (56% diện tích); Uccle, Auderghem, Watermael-Boitsfort, Woluwe-Saint-Pierre của vùng thủ đô Bruxelles (38% diện tích); và La Hulpe, Waterloo thuộc vùng Wallonia (6% diện tích). Kể từ năm 2017, 270 hecta rừng của Sonian đã được UNESCO công nhận là Di sản thế giới như là một phần của di sản xuyên quốc gia Các khu rừng sồi nguyên sinh trên dãy Carpath và các khu vực khác của châu Âu.

## Lịch sử

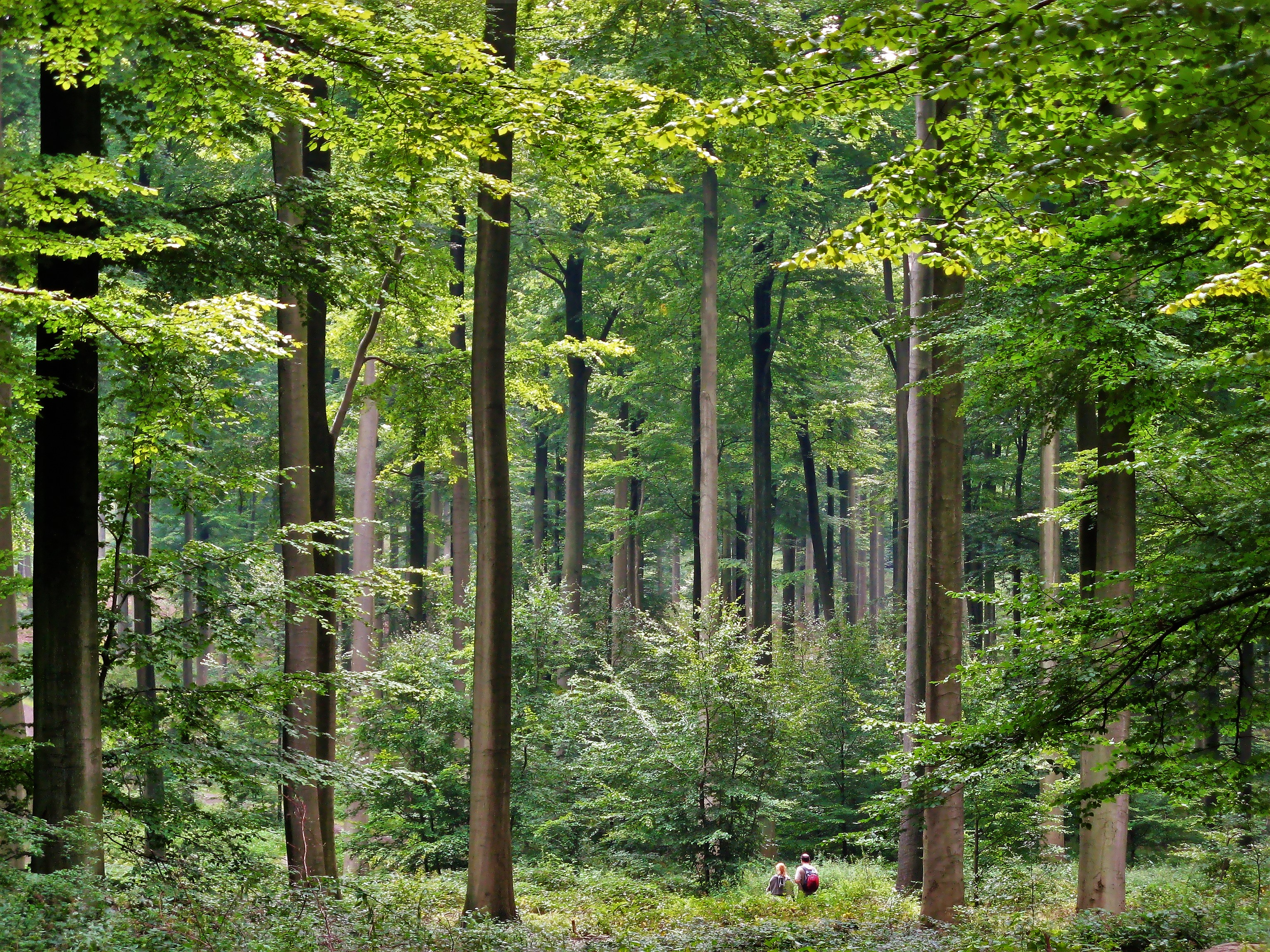
Những cây sồi già dày đặc xen lẫn bởi những cây non ở khu vực rừng gần Bruxelles.

Khu rừng là một phần còn sót lại rải rác của khu rừng than đá cổ đại Silva Carbonaria. Lần đầu tiên khu rừng Sonian được đề cập đến là vào thời Trung Cổ. Sau đó, những khu rừng tại Bruxelles bị sông Zenne cắt ngang qua và kéo dài đến tận Hainaut, bao phủ hầu hết vùng đất cao giữa sông Zenne và Dyle. Trong một cuốn tiểu sử thế kỷ thứ 9 của Thánh Foillan có đề cập đến một khu rừng nằm bên cạnh tu viện Thánh Gertrude được gọi là Sonesian. Đến thế kỷ 16, vẫn còn khoảng 7 khu vực rừng phân mảnh trong phạm vi của nó. Đến thế kỷ 19, diện tích khu rừng còn khoảng 100 km vuông nhưng do bị khai thác nên hiện nay nó chỉ còn 43,83 km vuông.
Vào thời Trung Cổ, khu rừng Sonian từng mở rộng khắp phía nam Lãnh địa công tước Brabant cho đến những bức tường thành Bruxelles và được đề cập dưới tên gọi Ardennes trong tác phẩm Childe Harold của thi sĩ Lord Byron. Ban đầu, Sonian là một phần của khu rừng Ardennes của người La Mã và ngay cả vào thời kỳ Cách mạng Pháp, nó vẫn là một khu rừng rất rộng lớn. Sự thay đổi lớn khiến diện tích của nó bị giảm đi đáng kể vào đầu thế kỷ 19, khi hoàng đế Napoléon Bonaparte ra lệnh chặt 22.00 cây sồi tại đây để xây dựng hạm đội tàu hải quân Flottille de Boulogne nhằm mục đích xâm lược đảo Anh. Vua Willem I của Hà Lan tiếp tục cho khai thác và diện tích của khu rừng từ 29.000 mẫu Anh (120 km2) vào năm 1820 giảm xuống còn 11.200 mẫu Anh (45 km2) vào năm 1830. Một phần đáng kể của khu rừng tại Waterloo được Công tước Wellington vào năm 1815, người sau đó là Hoàng tử Waterloo trong giới quý tộc Hà Lan. Phần diện tích rừng này chỉ được chuyển đổi thành trang trại vào thời công tước thứ hai. Bois de la Cambre được thành lập ở ngoại ô Bruxelles, tách ra khỏi rừng Sonian vào năm 1861. Năm 1911, khu rừng vẫn kéo dài đến Tervuren, Groenendaal và Argenteuil gần với Mont-Saint-Jean và Waterloo. Khu rừng trước đây nằm ngay bên tu viện Thánh Foillan, nằm không xa Nivelles, phục vụ trong một thời gian dài như một nơi săn bắn độc quyền cho giới quý tộc, nhưng ngày nay đã mở cửa cho công chúng.

## Hệ sinh thái

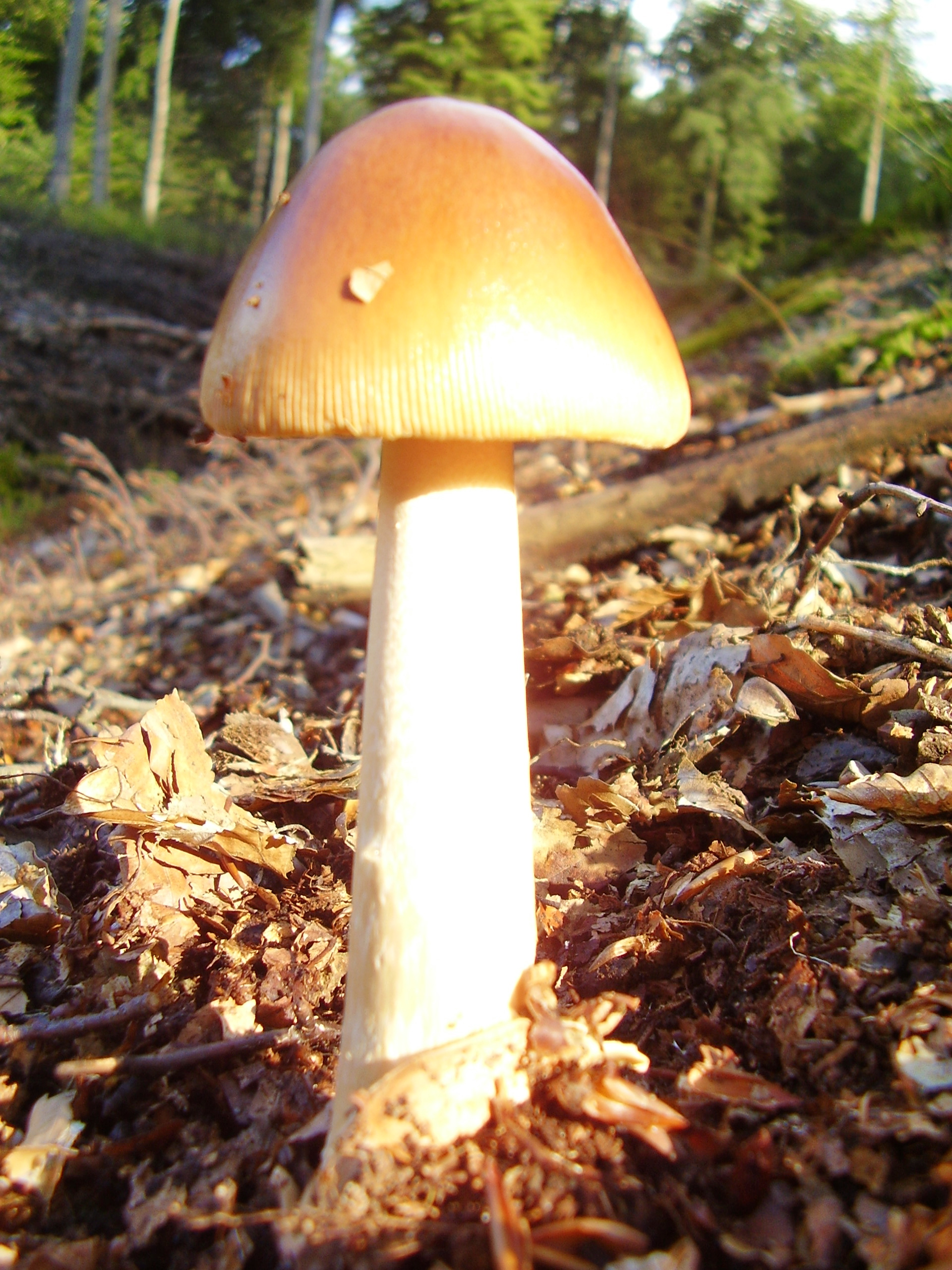
Một loại nấm tại rừng Sonian

Khu rừng bao phủ phần lớn bởi những cây Sồi và Dẻ gai châu Âu, một số cây có tuổi đời lên đến 200 năm. Hệ động thực vật của Sonian đã suy giảm phần nào do tác động của con người qua hàng trăm năm. Ngày nay có rất nhiều các con đường và đường cao tốc được thiết lập xuyên sâu vào trong khu rừng cùng với hệ sinh thái nghèo nàn khiến nhiều loài động thực vật đã tuyệt chủng. Sonian là nơi sinh sống của 46 loài động vật có vú. Trong số đó, có 7 loài đã biến mất hoàn toàn tại đây gồm Gấu nâu, Sói xám, Chuột sóc nâu, Hươu đỏ, Lửng và Thỏ đồng. Bọ cánh cứng cũng đã biến mất khỏi khu rừng này. Lợn rừng được cho là đã biến mất tại Sonian kể từ năm 1957 nhưng đã được tái phát hiện vào năm 2007.
Sonian là một khu vực bảo vệ đặc biệt của châu Âu trong danh sách Natura 2000 bởi nó bảo tồn nhiều loài dơi đang bị đe dọa như Dơi tai chuột lớn, Dơi Geoffroy, Dơi muỗi phương Tây, Dơi hồ, Dơi Bechstein. Một số loài động vật đáng chú ý khác gồm Gõ kiến đen, Sa giông mào phương Bắc.